# エフエムセト
エフエム・セト株式会社は、香川県丸亀市の一部地域を放送区域とする超短波放送（FM放送）をしていた一般放送事業者（現・民間特定地上基幹放送事業者）である。
FMセトの愛称でコミュニティ放送をしていた。

## 概要
開局当初はエフエム・セトのスタジオからの放送があったが末期はエフエムサンの同時放送になっていた。
土器川のほとりに社屋があるが外観から倉庫状態であるため社屋である事が疑われることもあった。
エフエムサンの子会社状態がしばらく続いていたが、スポンサーの支援がなくなり経営不振に陥ったため2008年（平成20年）4月13日21時で停波し、清算された。
放送終了直前の4月11日21時より、エフエム・セトのみで「FMセトお別れ生放送」という番組が放送され、歴代ナビゲータや懐かしCM、当時の裏話など最後でないと聞けない話が聞けた。1時間の予定が約2時間10分に延長され、コミュニティ放送らしさを最後まで貫いた放送局であった。（DJ：田中智子、井上弥生）

## 内容
- 丸亀市の情報を提供していた。

### 主な番組
- おはよう瀬戸内
- データ・ファイル
- サンセット・フライト
- WeAreThe宇多津
- MUSICコラボレーション
- Weekdayみっくす